# Diopsiulus mulierosus
Diopsiulus mulierosus är en mångfotingart som beskrevs av Carl 1941. Diopsiulus mulierosus ingår i släktet Diopsiulus och familjen Stemmiulidae. Inga underarter finns listade i Catalogue of Life.